# Tiuram
El tiuram es un compuesto que se utiliza en la fabricación del caucho. Químicamente es una resina p-ter-butil-fenolformaldeídica.
El látex se obtiene del árbol Hevea brasiliensis, originario de la región amazónica. Tras su recolección (mediante una incisión diagonal de la corteza del árbol) es procesado, sufriendo diferentes modificaciones: coagulación, vulcanización, moldeado... hasta obtener el producto final. Además, al látex natural se le añaden distintas sustancias químicas para mejorar el procesamiento y para dotar al producto final de las características físico-químicas y mecánicas deseadas. Entre estos aditivos se encuentran los aceleradores, conservantes, antioxidantes (derivados del tiuram, carbamatos, fenoles, derivados del benzotiazol y los derivados aminos), antiozonantes y plastificadores, sustancias responsables en muchos casos de alergia a este material, especialmente en los casos de dermatitis alérgica de contacto.
- Datos: Q6147619